# Matheus Lima
Matheus Lima da Silva (ur. 1 czerwca 2003) – brazylijski lekkoatleta, sprinter, płotkarz. Złoty i srebrny medalista igrzysk panamerykańskich, złoty medalista mistrzostw Ameryki Południowej, dwukrotny złoty medalista młodzieżowego południowoamerykańskiego czempionatu. Uczestnik igrzysk olimpijskich w Paryżu.

## Przebieg kariery
W 2022 roku brał udział w juniorskich mistrzostwach globu, w ramach którego między innymi był półfinalistą zmagań w konkurencji biegu na 400 m ppł. Rok później otrzymał w tej samej konkurencji złoty medal mistrzostw Ameryki Południowej, rozgrywanych w São Paulo. Uczestniczył w igrzyskach panamerykańskich w Santiago, skąd przywiózł dwa medale, w tym tytuł mistrzowski wywalczony w sztafecie 4 × 400 m.
Podczas odbywających się w Paryżu igrzysk olimpijskich wziął udział w dwóch konkurencjach. Start w konkursie biegu na 400 m ppł zakończył w półfinale, gdzie uzyskał czas 49,08 plasujący go na 4. miejscu w swojej grupie oraz 16. miejscu w gronie wszystkich półfinalistów zmagań. Był również członkiem sztafety 4 × 400 m, która odpadła w eliminacjach, zajmując w tej fazie 5. miejsce w swej grupie (z rezultatem czasowym 3:00,95 s).
Kilka tygodni po olimpijskim starcie zdobył dwa złote medale mistrzostw Ameryki Południowej do lat 23. W 2025 roku zadebiutował na halowych mistrzostwach świata, na których zajął 6. miejsce w finale biegu na 400 m.

## Osiągnięcia
| Rok     | Zawody                                      | Miasto      | Miejsce | Konkurencja                 | Wynik   |
| ------- | ------------------------------------------- | ----------- | ------- | --------------------------- | ------- |
| 2022    | Mistrzostwa świata juniorów                 | Cali        | 5. SF   | bieg na 400 m ppł           | 51,11   |
| 2022    | Mistrzostwa świata juniorów                 | Cali        | 3. H    | sztafeta mieszana 4 × 400 m | 44,41   |
| 2022    | Młodzieżowe mistrzostwa Ameryki Południowej | Cascavel    | srebro  | bieg na 400 m ppł           | 50,87   |
| 2023    | Mistrzostwa Ameryki Południowej             | São Paulo   | złoto   | bieg na 400 m ppł           | 49,44   |
| 2023    | Igrzyska panamerykańskie                    | Santiago    | srebro  | bieg na 400 m ppł           | 49,69   |
| 2023    | Igrzyska panamerykańskie                    | Santiago    | złoto   | sztafeta 4 × 400 m          | 3:03,92 |
| 2024    | World Athletics Relays                      | Nassau      | 5. H    | sztafeta 4 × 400 m          | 3:03,97 |
| 2024    | Igrzyska olimpijskie                        | Paryż       | 4. SF   | bieg na 400 m ppł           | 49,08   |
| 2024    | Igrzyska olimpijskie                        | Paryż       | 5. H    | sztafeta 4 × 400 m          | 3:00,95 |
| 2024    | Młodzieżowe mistrzostwa Ameryki Południowej | Bucaramanga | złoto   | bieg na 400 m ppł           | 43,52   |
| 2024    | Młodzieżowe mistrzostwa Ameryki Południowej | Bucaramanga | złoto   | sztafeta 4 × 400 m          | 3:07,14 |
| 2025    | Halowe mistrzostwa Ameryki Południowej      | Cochabamba  | DNF H   | bieg na 400 m               | N/A     |
| 2025    | Halowe mistrzostwa świata                   | Nankin      | 6.      | bieg na 400 m               | 46,94   |
| 2025    | World Athletics Relays                      | Kanton      | 1. RR   | sztafeta 4 × 400 m          | 3:01,14 |
| Źródło: |                                             |             |         |                             |         |

W 2024 roku został mistrzem kraju w biegu na 400 m ppł.

## Rekordy życiowe
(stan na 4 maja 2025)
- bieg na 400 m – 44,52 (2 marca 2024, São Paulo; 20 kwietnia 2024, São Bernardo do Campo)
- bieg na 400 m ppł – 48,08 (3 maja 2025, Shaoxing)
- sztafeta 4 × 400 m – 3:00,95 (9 sierpnia 2024, Paryż)
- sztafeta mieszana 4 × 400 m – 3:24,31 (1 sierpnia 2022, Cali)

Halowe
- bieg na 400 m – 45,79 (21 marca 2025, Nankin) rekord Ameryki Południowej

Źródło: 